# Urban-Cycling-Weltmeisterschaften 2018
Die Urban-Cycling-Weltmeisterschaften 2018 fanden vom 7. bis 11. November statt. Wie im Vorjahr wurden sie im chinesischen Chengdu ausgetragen, wohin die UCI sie für drei Jahre vergeben hatte. Es gab Wettkämpfe im BMX-Freestyle, im Cross-Country Eliminator und im Trial. Die Wettkämpfe wurden im Xinhua-Park in der Nähe des Stadtzentrums ausgetragen.

## Beteiligung
Es waren 38 Länder vertreten, und zwar:
- aus Europa: Belgien, Dänemark, Deutschland, Finnland, Frankreich, Großbritannien, Italien, Kroatien, Lettland, Niederlande, Norwegen, Österreich, Polen, Russland, Schweden, Schweiz, Slowakei, Spanien, Tschechien, Ukraine, Ungarn
- aus Amerika: Argentinien, Brasilien, Chile, Costa Rica, Ecuador, Kanada, Kolumbien, Venezuela, Vereinigte Staaten
- aus Asien: China, Chinesisch Taipeh, Hongkong, Japan, Südkorea, Thailand
- aus Ozeanien: Australien, Neuseeland

Die teilnehmenden Länder waren damit fast identisch zum Vorjahr, allerdings waren diesmal Vertreter des Gastlandes ebenso wie Taiwan vertreten, das im Radsport unter dem Namen Chinesisch Taipei antritt.

## BMX-Freestyle
Die Teilnehmer bestritten zunächst eine Qualifikationsrunde, bei der die besten 24 weiter kamen. Im Halbfinale wurden die 12 Finalteilnehmer ermittelt. In jeder Runde hatten die Fahrer je zwei Läufe. Im Gegensatz zum Vorjahr zählte nur in der Qualifikation deren Durchschnitt, im Halbfinale und Finale hingegen jeweils der bessere Lauf.

### Park Männer
| Platz | Fahrer            | 1. Lauf | 2. Lauf |
| ----- | ----------------- | ------- | ------- |
| 1     | Justin Dowell     | 92,20   | 38,80   |
| 2     | Kenneth Tencio    | 88,90   | 47,00   |
| 3     | Brandon Loupos    | 88,72   | 50,80   |
| 4     | Jake Wallwork     | 88,60   | 47,60   |
| 5     | Ben Wallace       | 60,80   | 86,20   |
| 6     | James Jones       | 81,60   | 84,60   |
| 7     | Daniel Sandoval   | 81,80   | 50,80   |
| 8     | Irek Risajew      | 40,80   | 81,40   |
| 9     | Alexander Nikulin | 80,60   | 35,00   |
| 10    | Jeremy Malott     | 56,20   | 77,80   |
| 11    | Nick Bruce        | 36,40   | 30,40   |
| 12    | Daniel Dhers      | 06,00   | 28,80   |

Datum: 9. November (Qualifikation), 10. November (Halbfinale), 11. November (Finale)
Es traten 59 Teilnehmern aus 27 Ländern an. Titelverteidiger Logan Martin konnte wegen einer Verletzung nicht antreten, es gewann der Vorjahres-Achte Justin Dowell.

### Park Frauen
| Platz | Fahrerin                 | 1. Lauf | 2. Lauf |
| ----- | ------------------------ | ------- | ------- |
| 1     | Perris Benegas           | 86,20   | 93,00   |
| 2     | Angie Marino             | 83,20   | 87,80   |
| 3     | Hannah Roberts           | 85,20   | 86,30   |
| 4     | Lara Lessmann            | 75,20   | 84,40   |
| 5     | Teresa Fernández-Miranda | 67,50   | 84,20   |
| 6     | Nikita Ducarroz          | 77,30   | 75,60   |
| 7     | Macarena Pérez           | 76,60   | 41,80   |
| 8     | Jelisaweta Possadskich   | 74,90   | 67,60   |
| 9     | Nina Buitrago            | 71,80   | 74,20   |
| 10    | Minato Oike              | 37,00   | 62,40   |
| 11    | Beatriz Ibáñez           | 32,60   | 59,60   |
| 12    | Caroline Buchanan        | DNS     | DNS     |

Datum: 10. November (Qualifikation, Halbfinale), 11. November (Finale)
Es gingen 31 Fahrerinnen aus 14 Ländern an den Start. Die Podiumsplätze gingen vollständig an die Vereinigten Staaten, Vorjahres-Zweite Lara Lessmann errang den vierten Platz.

## Mountainbike
Wie schon im Vorjahr hatte die Wahl des Austragungsorts eine geringe Beteiligung zur Folge. Sowohl bei den Männern als auch bei den Frauen lag sie unterhalb der eigentlich vorgeschriebenen Mindestzahl von 12. Als Konsequenz wurden der Wettbewerb ab 2019 in eigenständige Mountainbike-Eliminator-Weltmeisterschaften ausgegliedert. Die Finalteilnehmer wurden über Qualifikation und Halbfinale ermittelt.

### Eliminator Männer
| Platz | Fahrer                |
| ----- | --------------------- |
| 1     | Titouan Perrin-Ganier |
| 2     | Hugo Briatta          |
| 3     | Lorenzo Serres        |
| 4     | Jeroen van Eck        |

| 5 | Alberto Mingorance |
| 6 | Simon Gegenheimer  |
| 7 | Dominik Prudek     |
| 8 | Anton Olstam       |

Datum: 9. November

Es gab 11 Teilnehmer aus 7 Ländern. Titouan Perrin-Ganier konnte seinen Titel aus dem Vorjahr verteidigen, das Podium war fest in französischer Hand.

### Eliminator Frauen
| Platz | Fahrerin          |
| ----- | ----------------- |
| 1     | Coline Clauzure   |
| 2     | Iryna Popowa      |
| 3     | Marion Fromberger |
| 4     | Anna Stray Rongve |

| 5 | Ingrid Bøe Jacobsen |
| 6 | Ella Holmegård      |
| 7 | Marta Turoboś       |
| 8 | Clara Brehm         |

Datum: 9. November

Es gab 10 Teilnehmerinnen aus 7 Ländern. Titelverteidigerin Kathrin Stirnemann hatte die Reise nach China diesmal nicht angetreten. Es gewann die Vorjahres-Fünfte Coline Clauzure.

## Trial

### Männer 20 Zoll
| Platz | Fahrer            | Ergebnis             |
| ----- | ----------------- | -------------------- |
| 1     | Thomas Pechhacker | 30+60+50+40+50 = 230 |
| 2     | Ion Areitio       | 50+40+30+40+50 = 210 |
| 3     | Dominik Oswald    | 50+50+30+40+30 = 200 |
| 4     | Eloi Palau        | 50+50+50+20+20 = 190 |
| 5     | Samuel Hlavatý    | 40+50+30+20+20 = 160 |
| 6     | Lucien Leiser     | 40+30+30+30+20 = 150 |

Datum: 9. November (Halbfinale), 10. November (Finale)
Es gab 28 Teilnehmer aus 16 Nationen. Die besten sechs des so genannten Halbfinals bestritten das Finale. Titelverteidiger Abel Mustieles trat dieses Mal in der 26-Zoll-Klasse an. Thomas Pechhacker gewann seinen ersten Weltmeistertitel.

### Männer 26 Zoll
| Platz | Fahrer             | Ergebnis             |
| ----- | ------------------ | -------------------- |
| 1     | Jack Carthy        | 60+60+30+60+30 = 240 |
| 2     | Sergi Llongueras   | 60+50+30+20+60 = 220 |
| 3     | Nicolas Vallée     | 60+30+40+40+50 = 220 |
| 4     | Vincent Hermance   | 60+30+40+40+20 = 190 |
| 5     | Gilles Coustellier | 60+40+50+10+20 = 180 |
| 6     | Kenny Belaey       | 40+30+50+10+20 = 150 |

Datum: 9. November (Halbfinale), 10. November (Finale)
Es gab 30 Teilnehmer aus 15 Nationen. Die besten sechs des so genannten Halbfinals bestritten das Finale. Jack Carthy gewann seinen dritten Titel in Folge. Die Entscheidung über den zweiten Platz fiel aufgrund der mehr erzielten 60er-Wertungen.

### Frauen offene Klasse
| Platz | Fahrerin         | Ergebnis             |
| ----- | ---------------- | -------------------- |
| 1     | Nina Reichenbach | 50+50+60+40+40 = 240 |
| 2     | Manon Basseville | 30+40+50+40+40 = 200 |
| 3     | Janine Jungfels  | 40+50+30+20+40 = 180 |
| 4     | Nadine Kåmark    | 40+40+40+40+20 = 180 |
| 5     | Irene Caminos    | 40+30+20+20+50 = 160 |
| 6     | Perrine Devahive | 30+10+50+20+30 = 140 |

Datum: 8. November (Halbfinale), 10. November (Finale)
Es gab 16 Teilnehmerinnen aus 11 Nationen. Die besten sechs des Halbfinals bestritten das Finale. Nina Reichenbach gewann ihren dritten Titel in Folge. Die Entscheidung über den dritten Platz fiel aufgrund der mehr gefahrenen 50er-Wertungen.

### Junioren 20 Zoll
| Platz | Fahrer             | Ergebnis             |
| ----- | ------------------ | -------------------- |
| 1     | Alejandro Montalvo | 60+60+30+60+60 = 270 |
| 2     | Charlie Rolls      | 50+30+40+50+20 = 190 |
| 3     | Martí Arán         | 30+30+40+50+30 = 180 |
| 4     | Noah Sandritter    | 10+20+40+30+30 = 130 |
| 5     | Romain Léonard     | 10+30+30+40+10 = 120 |
| 6     | Adam Morewood      | 0+30+30+40+0 = 100   |

Datum: 8. November (Halbfinale), 10. November (Finale)
Es gab 14 Teilnehmer aus 10 Nationen. Die besten sechs des Halbfinals bestritten das Finale.

### Junioren 26 Zoll
| Platz | Fahrer             | Ergebnis             |
| ----- | ------------------ | -------------------- |
| 1     | Oliver Widmann     | 10+50+50+60+20 = 190 |
| 2     | Felix Keitel       | 20+40+30+60+40 = 190 |
| 3     | Nathan Charra      | 30+30+30+10+20 = 120 |
| 4     | Kilian Maderegger  | 0+20+20+20+0 = 060   |
| 5     | Mathieu Buchwalder | 0+0+30+10+0 = 040    |
| 6     | Péter Kovács       | 0+20+10+10+0 = 040   |

Datum: 8. November (Halbfinale), 10. November (Finale)
Es gab 6 Teilnehmer aus 5 Nationen. Es wurde dennoch ein Halbfinale ausgefahren, um die Startreihenfolge im Finale zu bestimmen. Das Finale gewann Oliver Widmann aufgrund der mehr erzielten 50er-Wertungen.

### Mannschaftswertung
| Platz | Mannschaft                                                                                  | Ergebnis                                                                                           |
| ----- | ------------------------------------------------------------------------------------------- | -------------------------------------------------------------------------------------------------- |
| 1     | Spanien Ion Areitio Sergi Llongueras Irene Caminos Alejandro Montalvo Martí Arán            | 580 40+20+30+00+0=090 40+20+30+20+40=150 20+20+10+00+30=080 40+20+30+20+40=150 20+20+30+10+30=110  |
| 2     | Deutschland Dominik Oswald Andreas Strasser Nina Reichenbach Noah Sandritter Oliver Widmann | 560 40+20+30+20+40=150 40+20+00+00+0=060 20+20+10+00+30=080 40+20+30+20+30=140 30+20+30+20+30=130  |
| 3     | Frankreich Alex Rudeau Nicolas Vallée Manon Basseville Arnaud Janin Nathan Charra           | 520 30+20+30+00+30=110 40+20+40+20+40=160 20+20+00+00+30=070 20+20+00+10+30=080 20+20+30+00+30=100 |

Datum: 7. November
Es waren 8 Mannschaften am Start, außer den Medaillengewinnern noch die Schweiz, Schweden, Japan, Tschechien und Österreich.

## Medaillenspiegel
| Platz  | Land               | Gold | Silber | Bronze | Gesamt |
| ------ | ------------------ | ---- | ------ | ------ | ------ |
| 1      | Frankreich         | 2    | 2      | 4      | 8      |
| 2      | Deutschland        | 2    | 2      | 2      | 6      |
| 3      | Spanien            | 2    | 2      | 1      | 5      |
| 4      | Vereinigte Staaten | 2    | 1      | 1      | 4      |
| 5      | Großbritannien     | 1    | 1      | 0      | 2      |
| 6      | Österreich         | 1    | 0      | 0      | 1      |
| 7      | Costa Rica         | 0    | 1      | 0      | 1      |
| 7      | Ukraine            | 0    | 1      | 0      | 1      |
| 9      | Australien         | 0    | 0      | 2      | 2      |
| Gesamt | Gesamt             | 10   | 10     | 10     | 30     |